# Hlíðarendi
Il Hlíðarendi, adesso chiamato Vodafonevöllurinn grazie alla sponsorizzazione, è un impianto sportivo polivalente di Reykjavík, in Islanda. È principalmente usato per gli incontri di calcio ed è utilizzato dalle squadre del Valur, maschili e femminili.
L'impianto ha una capacità di 2 421 posti (1 201 a sedere e 1 220 posti coperti) ed è stato costruito demolendo il vecchio stadio.
Lo stadio fu ridenominato "Vodafonevöllurinn" a seguito di una sponsorizzazione quinquennale scaduta nel 2012. Adesso gli islandesi lo chiamano "Valsvöllur" ovvero "il campo del Valur".